# Hacker News
Hacker News é um site de notícias sociais com foco em ciência da computação e empreendedorismo . É administrado pelo fundo de investimento e incubadora de startups Y Combinator. A palavra hacker em "Hacker News" é usada em seu significado original e se refere à cultura hacker que consiste em pessoas que gostam de mexer com tecnologia.

## História
O site foi criado por Paul Graham em fevereiro de 2007. Foi desenvolvido como um projeto da empresa Y Combinator de Graham, funcionando como uma aplicação do mundo real da linguagem de programação Arc que Graham co-desenvolveu.
No final de março de 2014, Graham se afastou de seu papel de liderança na Y Combinator, deixando a administração do Hacker News nas mãos de outros membros da equipe. O site é atualmente moderado por Daniel Gackle, que utiliza no site o nome de usuário dang .

## Visão e práticas
A intenção era recriar uma comunidade semelhante aos inicio do Reddit . No entanto, ao contrário do Reddit, onde novos usuários podem imediatamente votar contra ou a favor de determinada publicação, chamados de upvote (voto para cima, positivo) e downvote (voto para baixo, negativo), o Hacker News não permite que os usuários votem contra o conteúdo até que acumulem 501 pontos de karma. Os pontos de karma de um usuário é calculado através do somatório de votos positivos e do número de votos negativos recebidos em seus comentários e publicações submetidas. 
Graham afirmou que espera que não aconteça o setembro eterno que resulta no declínio geral do discurso inteligente dentro de uma comunidade.  O site tem uma atitude proativa na moderação de conteúdo, incluindo detectores automatizados de Flaming e spam além da moderação humana ativa. Ele também prática o Shadow banning no qual as postagens do usuário param de aparecer para que outras pessoas vejam, sem o conhecimento do usuário. Algoritmos adicionais são usados para detectar votos combinados.

## Crítica
De acordo com um artigo do TechCrunch de 2013: "Graham diz que o Hacker News recebe muitas reclamações de que tem um viés em apresentar histórias sobre startups do Y Combinator, mas ele diz que não existe esse viés. [. . . ] Graham acrescenta que ele recebe muito ódio de usuários com acusações de preconceito ou censura."